# Four Nations Chess League 2001/02
Die Saison 2001/02 war die neunte Spielzeit der Four Nations Chess League (4NCL). 
An der Spitze lieferten sich der Titelverteidiger Beeson Gregory und Wood Green einen Zweikampf, den Beeson Gregory knapp für sich entschied. Aus der Division 2 waren Bristol, Wessex und die zweite Mannschaft von Wood Green aufgestiegen. Während Wessex zusammen mit Thistle White Rose und Beeson Gregorys zweiter Mannschaft direkt wieder abstieg, erreichten Bristol und Wood Greens zweite Mannschaft den Klassenerhalt. Zu den gemeldeten Mannschaftskadern siehe Mannschaftskader der Four Nations Chess League 2001/02.

## Termine und Spielorte
Die Wettkämpfe fanden statt am 22. und 23. September, 24. und 25. November 2001, 19. und 20. Januar, 23. und 24. März sowie 4., 5. und 6. Mai 2002. Alle Runden wurden zentral in Birmingham ausgerichtet.

## Abschlusstabelle
| Pl. | Verein                             | Sp | G  | U | V  | MP    | Brett-P.  |
| --- | ---------------------------------- | -- | -- | - | -- | ----- | --------- |
| 01. | Beeson Gregory I. Mannschaft (M)   | 11 | 10 | 1 | 0  | 21:1  | 63,0:25,0 |
| 02. | Wood Green I. Mannschaft           | 11 | 10 | 0 | 1  | 20:2  | 69,5:18,5 |
| 03. | Guildford A&DC                     | 11 | 7  | 0 | 4  | 14:8  | 50,0:38,0 |
| 04. | Barbican Chess Club I. Mannschaft  | 11 | 7  | 0 | 4  | 14:8  | 45,5:42,5 |
| 05. | Bristol (N)                        | 11 | 6  | 1 | 4  | 13:9  | 42,5:45,5 |
| 06. | Wood Green II. Mannschaft (N)      | 11 | 5  | 2 | 4  | 12:10 | 48,0:40,0 |
| 07. | Midland Monarchs                   | 11 | 5  | 1 | 5  | 11:11 | 42,5:45,5 |
| 08. | Slough                             | 11 | 4  | 1 | 6  | 9:13  | 40,5:47,5 |
| 09. | Barbican Chess Club II. Mannschaft | 11 | 3  | 1 | 7  | 7:15  | 36,0:52,0 |
| 10. | Thistle White Rose                 | 11 | 2  | 1 | 8  | 5:17  | 29,0:59,0 |
| 11. | Beeson Gregory II. Mannschaft      | 11 | 2  | 0 | 9  | 4:18  | 32,5:55,5 |
| 12. | Wessex (N)                         | 11 | 1  | 0 | 10 | 2:20  | 29,0:59,0 |

## Entscheidungen
|     | Britischer Meister: Beeson Gregory I. Mannschaft                                       |
|     | Absteiger in die Division 2: Thistle White Rose, Beeson Gregory II. Mannschaft, Wessex |
| (M) | Meister der letzten Saison                                                             |
| (N) | Aufsteiger der letzten Saison                                                          |

## Kreuztabelle
| Ergebnisse | Ergebnisse                         | 01. | 02. | 03. | 04. | 05. | 06. | 07. | 08. | 09. | 10. | 11. | 12. |
| ---------- | ---------------------------------- | --- | --- | --- | --- | --- | --- | --- | --- | --- | --- | --- | --- |
| 01.        | Beeson Gregory I. Mannschaft       |     | 4½  | 5½  | 5   | 6½  | 4   | 4½  | 6   | 6½  | 7½  | 6   | 7   |
| 02.        | Wood Green I. Mannschaft           | 3½  |     | 7   | 7   | 6   | 5   | 6   | 6   | 7½  | 7½  | 7   | 7   |
| 03.        | Guildford A&DC                     | 2½  | 1   |     | 3½  | 3½  | 5   | 6   | 5   | 5½  | 5½  | 6½  | 6   |
| 04.        | Barbican Chess Club I. Mannschaft  | 3   | 1   | 4½  |     | 5   | 3   | 5   | 3   | 5   | 5½  | 5   | 5½  |
| 05.        | Bristol                            | 1½  | 2   | 4½  | 3   |     | 4   | 4½  | 5½  | 4½  | 4½  | 2½  | 6   |
| 06.        | Wood Green II. Mannschaft          | 4   | 3   | 3   | 5   | 4   |     | 3½  | 5   | 3½  | 6   | 5½  | 5½  |
| 07.        | Midland Monarchs                   | 3½  | 2   | 2   | 3   | 3½  | 4½  |     | 4   | 4½  | 6½  | 4½  | 4½  |
| 08.        | Slough                             | 2   | 2   | 3   | 5   | 2½  | 3   | 4   |     | 5   | 5½  | 5   | 3½  |
| 09.        | Barbican Chess Club II. Mannschaft | 1½  | ½   | 2½  | 3   | 3½  | 4½  | 3½  | 3   |     | 4   | 5   | 5   |
| 10.        | Thistle White Rose                 | ½   | ½   | 2½  | 2½  | 3½  | 2   | 1½  | 2½  | 4   |     | 5   | 4½  |
| 11.        | Beeson Gregory II. Mannschaft      | 2   | 1   | 1½  | 3   | 5½  | 2½  | 3½  | 3   | 3   | 3   |     | 4½  |
| 12.        | Wessex                             | 1   | 1   | 2   | 2½  | 2   | 2½  | 3½  | 4½  | 3   | 3½  | 3½  |     |

## Die Meistermannschaft
| 1.            | Beeson Gregory |
| Schachfiguren | Michael Adams, John Nunn, Joseph Gallagher, Murray Chandler, Mark Hebden, Luke McShane, Aaron Summerscale, Ruth Sheldon, Michael Hennigan, Alexander Tschernjajew, Lawrence Cooper, Julian Hodgson, Viktor Kortschnoi, Glenn Flear, Jonathan Mestel, David Norwood, Ian Rogers, Heather Richards. |